# Citybussen i Eskilstuna

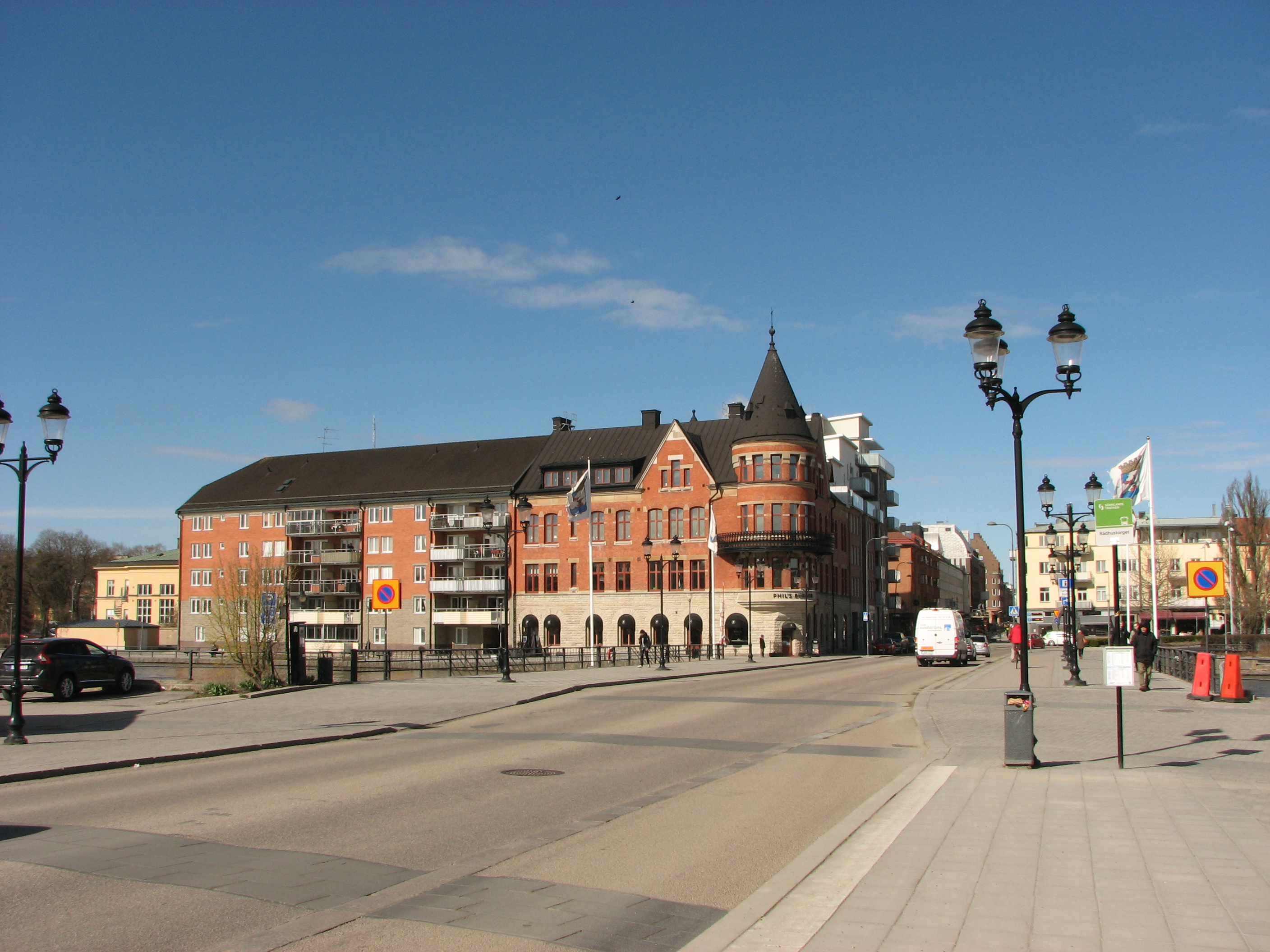
Busshållplatsen Rådhustorget i Eskilstuna i april 2017.

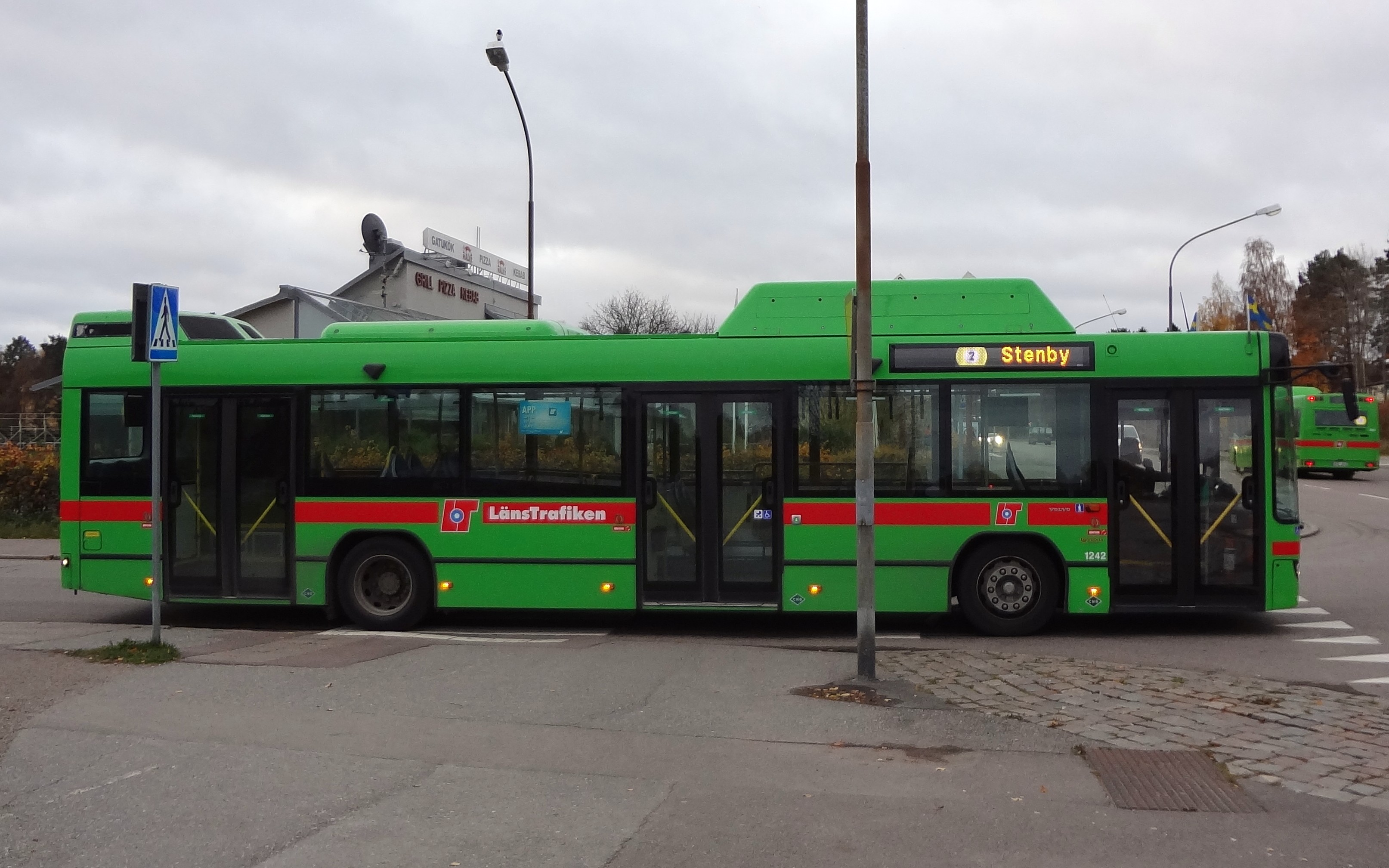
En citybuss av typ Volvo 7700 på linje 2 mot Stenby, 2012.

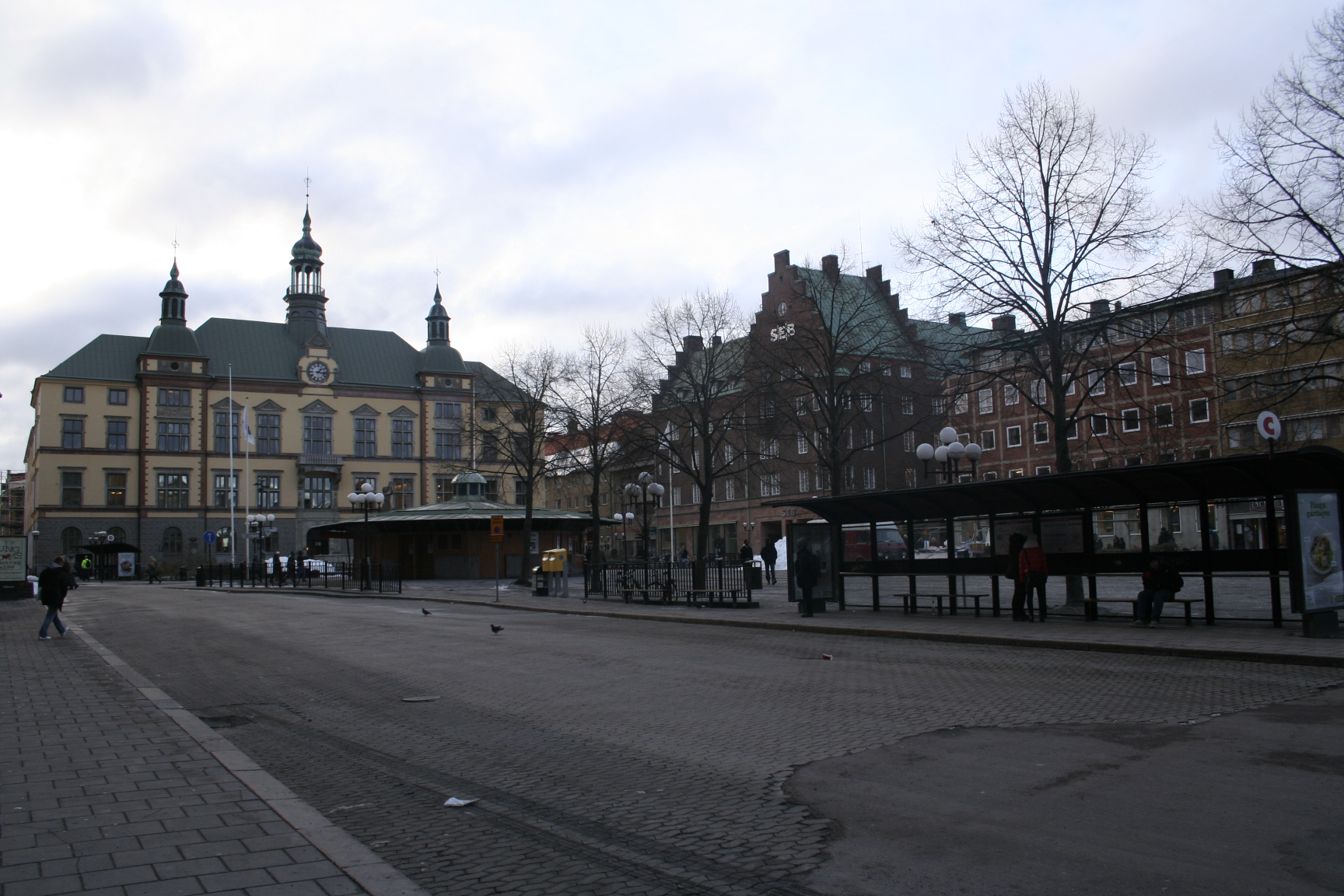
Fristadstorget, här passerar de flesta av Eskilstunas busslinjer.

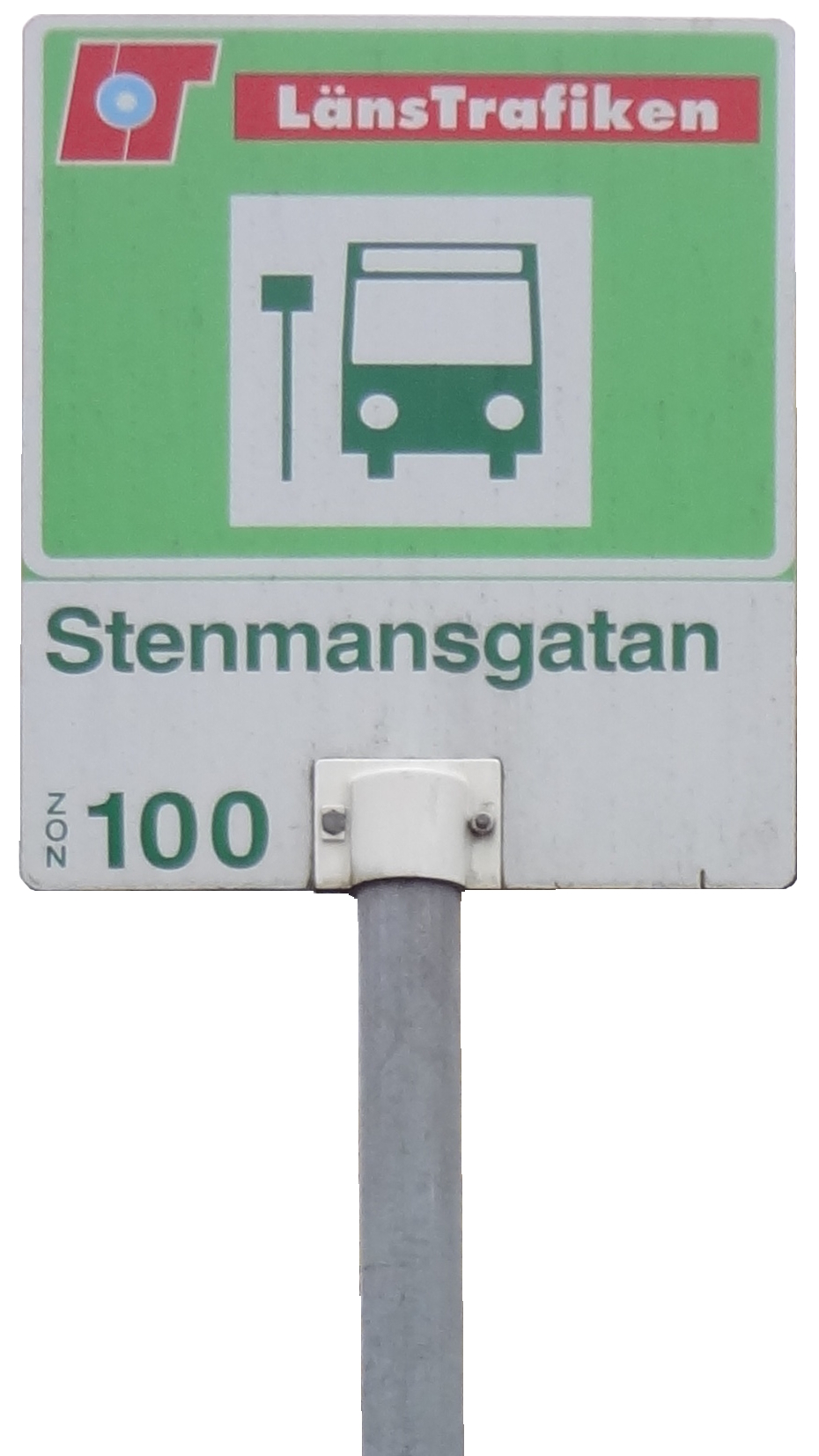
Tidigare skylt vid busshållplats på Kungsgatan.

Citybussen i Eskilstuna är marknadsföringsnamnet på lokaltrafiken i Eskilstuna. Bussarna körs sedan 2002 av Transdev på uppdrag av Sörmlandstrafiken och det nuvarande avtalet sträcker sig fram till år 2030.
Citybussen utgörs från och med tidtabellsbytet 11 december 2011 av 25 linjer, varav linje 1 och 2 är stomlinjer, som körs med ledbussar.
Cirka 4,5 miljoner resor görs årligen med Citybussen i Eskilstuna.
Fristadstorget är största hållplats och knutpunkt. Varje dag görs ca 10 000 resor från Fristadstorget med Citybussens linjer.

## Aktuellt linjenät
Efter en större omstrukturering 11 december 2011 har endast mindre förändringar skett och linjenätet ser ut enligt följande.

### Huvudlinjer
| Linje | Sträckning                                                     |
| ----- | -------------------------------------------------------------- |
| 1     | Borsökna/Mesta - Centrum - Torshälla                           |
| 2     | Stenby - Centrum - Skiftinge                                   |
| 3     | Hällby - Centrum - Viptorp                                     |
| 4     | Skogstorp - Centrum - Mälarsjukhuset                           |
| 5     | Hemlaås - Tuna Park - S:t Eskils kyrkogård - Centrum - Ekängen |
| 6     | Slagsta - Centrum - Snopptorp                                  |
| 7     | Folkesta - Brunnsta - Centrum - Trumtorp                       |

### Övriga linjer
| Linje | Sträckning                                                   |
| ----- | ------------------------------------------------------------ |
| 20    | Torshälla - Nyby - Mälarbaden                                |
| 21    | Torshälla - Hamnen - Mälby                                   |
| 23    | Centrum- Hällby - Tumbo- Kvicksund - Tegelviken              |
| 24    | Centrum - Odlaren                                            |
| 29    | Centrum - Äsköping                                           |
| 30    | Servicelinjen:Centrum - Fröslunda - Mälarsjukhuset - Centrum |
| 31    | Servicelinjen:Centrum - Mälarsjukhuset - Fröslunda - Centrum |
| 40    | Direktlinje:Torshälla - Eskilstuna Centrum                   |
| 41    | Torshälla - Mälarsjukhuset                                   |

### Nattrafik
| Linje | Sträckning                                  |
| ----- | ------------------------------------------- |
| 60    | Fristadstorget - Viptorp - Hällberga - Ärla |
| 61    | Centrum - Hällby - Kvicksund                |
| 62    | Centrum - Stenby - Västra Borsökna          |
| 63    | Centrum - Torshälla                         |
| 64    | Centrum - Skiftinge - Sundbyholm            |
| 65    | Centrum - Fröslunda - Skogstorp - Hållsta   |
| 66    | Centrum - Alberga (- Västermo)              |

## Äldre linjenät

### Linjenät fram till 11 december 2011
| Linje | Sträckning                                              |
| ----- | ------------------------------------------------------- |
| 1     | Hällbybrunn - Centrum - Skiftinge                       |
| 2     | Torshälla - Centrum - Borsökna                          |
| 11    | Skogstorp - Centrum - Mälarsjukhuset                    |
| 12    | Stenby - Centrum - Viptorp                              |
| 13    | Slagsta - Centrum - Ekängen                             |
| 14    | Mälarbaden - Torshälla                                  |
| 15    | Krusgården - Torshälla - Hamnen - Mälby                 |
| 16    | Centrum - Brunnsta - Folkesta                           |
| 17    | Folkesta - Torshälla                                    |
| 18    | Centrum - Vilsta industriområde                         |
| 19    | Centrum - Tuna Park - Folkesta                          |
| 20    | Västra Borsökna - Centrum - Mälarsjukhuset - Odlaren    |
| 30    | Centrum - Nyfors - Fröslunda - Mälarsjukhuset - Centrum |
| 31    | Centrum - Mälarsjukhuset - Fröslunda - Nyfors - Centrum |

### Nattrafik
| Linje | Sträckning                    |
| ----- | ----------------------------- |
| 61    | Centrum - Hällby - Kvicksund  |
| 62    | Centrum - Stenby - Borsökna   |
| 63    | Centrum - Torshälla           |
| 64    | Centrum - Skiftinge - Ärla    |
| 65    | Centrum - Skogstorp - Hållsta |